# Mareike Hindriksen
Mareike Hindriksen (* 14. November 1987 in Nordhorn) ist eine ehemalige deutsche Volleyballspielerin und jetzige -trainerin. Die Zuspielerin war für verschiedene Vereine in der Bundesliga und in Tschechien aktiv. Sie wurde deutsche und tschechische Meisterin.

## Karriere als Spielerin
Hindriksen stammt aus einer sportlichen Familie. Ihre Mutter und ihre Schwester spielten ebenfalls Volleyball und ihr Vater Fußball. Sie begann ihre Karriere beim SCU Emlichheim. 2007 wechselte sie zu Alemannia Aachen. Mit dem Verein schaffte sie in der ersten Saison den Aufstieg in die erste Bundesliga. 2008/09 belegte Aachen den vorletzten und im 2009/10 den zwölften Rang. 2010 ging die Zuspielerin zum VfB 91 Suhl. Mit Suhl erreichte sie in der Saison 2010/11 das Playoff-Halbfinale der Bundesliga und das Finale im DVV-Pokal. Anschließend wechselte sie zu VT Aurubis Hamburg. Dort erreichte sie in der Saison 2011/12 als Tabellenfünfter der Bundesliga das Playoff-Viertelfinale. Ein Jahr später kam Hamburg über die Pre-Playoffs ins Viertelfinale. Außerdem erreichte Hindriksen mit dem Verein in der Saison 2012/13 das Halbfinale im Challenge Cup.
Danach kehrte sie für eine Saison zurück nach Suhl und erreichte mit den VolleyStars Thüringen neben dem Playoff-Viertelfinale der Bundesliga-Saison erneut das DVV-Pokalfinale. Den Pokalsieg schaffte Hindriksen in der folgenden Saison mit ihrem neuen Verein Allianz MTV Stuttgart. Außerdem wurde sie mit Stuttgart deutsche Vizemeisterin. Danach wurde sie vom Dresdner SC verpflichtet. Mit Dresden gelang ihr – jeweils im Finale gegen Stuttgart – das Double aus Meisterschaft und Pokalsieg. Außerdem kam sie mit Dresden in die erste Playoff-Runde der Champions League.
Nach diesen Erfolgen wechselte Hindriksen erstmals ins Ausland und spielte 2016/17 in der tschechischen Liga für VK Prostějov. Mit dem Verein wurde sie tschechische Meisterin und erreichte das nationale Pokalfinale. Im CEV-Pokal unterlag sie mit Prostějov im Achtelfinale gegen Stuttgart. Anschließend kehrte sie zurück in die deutsche Bundesliga, wo sie vom USC Münster verpflichtet wurde. In der Saison 2017/18 kam die Zuspielerin mit dem Verein jeweils ins Viertelfinale der Bundesliga-Playoffs und des DVV-Pokals. Die gleichen Resultate gab es in der folgenden Spielzeit. 2019 wechselte Hindriksen wieder zu den Ladies in Black Aachen. In der Saison 2019/20 kam sie mit Aachen jeweils ins Viertelfinale des DVV-Pokals und des europäischen Challenge Cups. Als die Bundesliga-Saison kurz vor den Playoffs abgebrochen wurde, standen die Ladies in Black auf dem siebten Tabellenplatz. Im DVV-Pokal 2020/21 erreichte sie das Viertelfinale und unterlag als Tabellenachte der Bundesliga-Hauptrunde im Playoff-Viertelfinale gegen den Dresdner SC. Nach der Saison gab sie ihr Karriereende als Spielerin bekannt.

## Karriere als Trainerin
Nach ihrem Karriereende als Spielerin blieb Hindriksen bei den Ladies in Black Aachen. Sie ist dort seit der Saison 2021/22 als Co-Trainerin tätig. Parallel dazu übernahm sie die Position der Sport-Koordinatorin. Seit April 2022 ist sie auch Co-Trainerin bei der deutschen Frauen-Nationalmannschaft. Nach dem Rücktritt von Cheftrainer Stefan Falter Ende Oktober 2023 übernahm Mareike Hindriksen vorerst interimsweise diese Position und unterschrieb im November des gleichen Jahres einen bis 2026 datierten Vertrag als Cheftrainerin der Ladies in Black Aachen.